# Paulus den Butter
Paulus (Paul) den Butter (Rotterdam, 31 januari 1938 - Veenendaal, 3 oktober 2023) was een Nederlandse predikant binnen de Christelijke Gereformeerde Kerken en auteur van verschillende theologische boeken. Hij verwierf bekendheid door zijn medewerking aan het EO-radioprogramma De Bijbel open waar hij verschillende Bijbelstudies voor verzorgde over het Oude Testament. In 1978 verscheen het boek Volk tussen eeuwigheid en eenzaamheid, waarin Den Butter de bijzondere positie van het Joodse volk onder de aandacht bracht. Dit boek werd in 2023 in iets gewijzigde vorm opnieuw uitgegeven.

## Biografie
Den Butter werd in 1938 geboren in Rotterdam als zoon van een kruidenier. Na zijn militaire dienst en een carrière op een accountantskantoor ging hij in 1957 theologie studeren. Na deze theologische studie in Apeldoorn werd hij in 1964 bevestigd tot predikant van de Christelijke Gereformeerde Kerk te Gorinchem. Hierna diende hij achtereenvolgens de gemeenten van Bunschoten, Toronto, Hamilton (beide FRC), Middelharnis, Urk-Maranatha, Driebergen en opnieuw Middelharnis. In 2005 ging hij met emeritaat. 
Binnen zijn kerkverband, de Christelijke Gereformeerde Kerken, was Den Butter een man met gezag en visie. Vele malen was hij afgevaardigd naar de generale synode, vaak had hij zitting in het moderamen, één keer was hij preses. Buiten het kerkverband zocht hij contact met gelijkgezinden. Zo behoorde hij tot de initiatiefnemers van de interkerkelijke Haamstedeconferentie die nog altijd jaarlijks gehouden wordt. Den Butter publiceerde veel in kerkelijke bladen en boeken. Hij maakte daarvoor intensieve studie van het Oude Testament en de geschriften van Engelse en Amerikaanse puriteinen.
Bijzondere aandacht besteedde Den Butter aan de positie van het Joodse volk sinds het ontstaan van de christelijke kerk. Aan het begin van de jaren zeventig bezocht hij verschillende malen het land Israël en in 1978 zag zijn eerste Israël-boek het licht: Volk tussen eeuwigheid en eenzaamheid. Hierin ontvouwde hij zijn gedachten over het Joodse volk en de toekomstverwachting zoals die in de Bijbel en in de geschriften van de Oudvaders volgens hem naar voren kwam. De z.g. vervangingsgedachte, dat de plaats van Israël zou zijn overgenomen door de christelijke kerk en dus geen bijzondere functie of toekomst meer heeft, wees hij af. De tweede opvatting die hij afwees, was de christelijke kerk als een tijdelijk stadium, waarbij Israël het centrum van de wereld wordt als Christus weer zal komen en in Jeruzalem zal regeren. Den Butter werkt daarna zijn eigen standpunt uit, dat het Joodse volk nog altijd het volk van Gods verkiezing is, dat het naar eigen land zal terugkeren en dat we na de terugkeer van het Joodse volk in eigen land een geestelijk herstel mogen verwachten dat zijn uitwerking heeft op heel de wereld. Hoewel Den Butter op zijn theologische onderbouwing ook kritiek kreeg, wist hij met zijn publicatie het onderwerp Israël als volk van Gods verkiezing te doen herleven. Ook in andere kerkverbanden binnen de gereformeerde gezindte kwam de betekenis van Israël meer in de belangstelling en de discussie hierover is sindsdien niet meer verdwenen.